# Philine bakeri
Philine bakeri är en snäckart som beskrevs av Dall 1919. Philine bakeri ingår i släktet Philine och familjen havsmandelsnäckor. Inga underarter finns listade i Catalogue of Life.